# Остров Королевского Общества
О́стров Короле́вского О́бщества — остров архипелага Земля Франца-Иосифа. Наивысшая точка острова — 204 метра. Административно относится к Приморскому району Архангельской области России.

## Расположение
Расположен в центральной части архипелага в водах пролива Смитсона между островом Гукера (в 5.5 километрах к юго-западу) и островом Ли-Смита (в 1,5 километрах к юго-востоку).

## Описание
Имеет форму раскрытого на восток полумесяца длиной 5,5 километра и шириной до 2 километров в центральной части. Остров почти полностью свободен ото льда, бо́льшую часть его территории занимают скалы высотой 204 метра на юге и 188 метров на севере.
Назван остров в честь Лондонского королевского общества по развитию знаний о природе — одного из старейших научных обществ в мире (создано в 1660 году).